# Фірлюк індійський
Фірлюк індійський (Mirafra affinis) — вид горобцеподібних птахів родини жайворонкових (Alaudidae). Мешкає в Індії та на Шрі-Ланці. Раніше вважався підвидом великодзьобого фірлюка.

## Опис

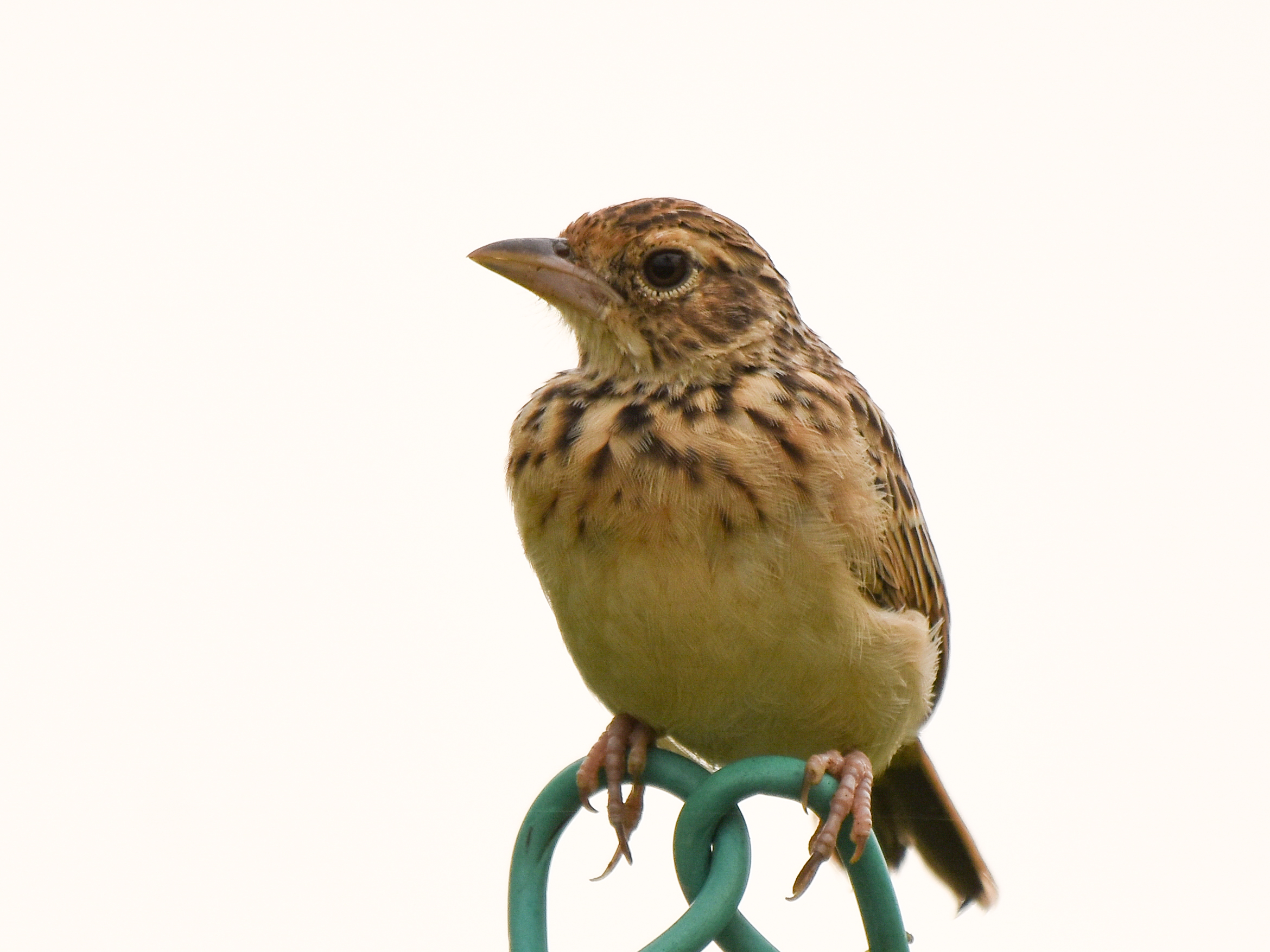
Індійський фірлюк

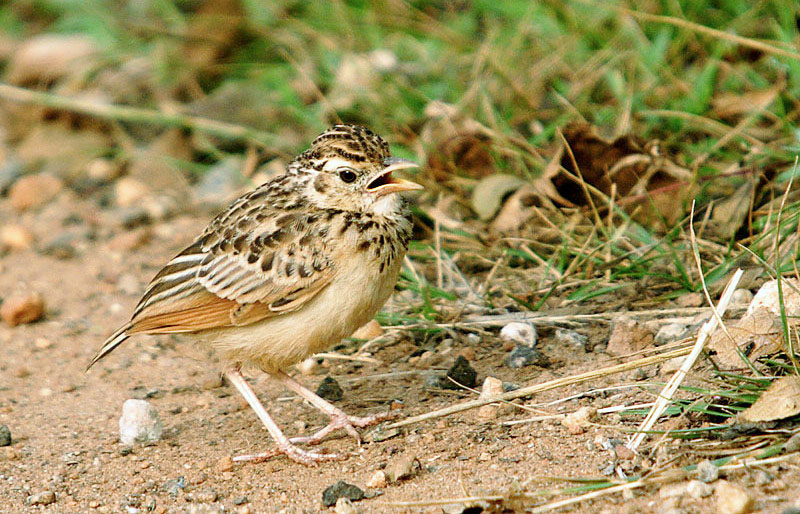
Молодий індійський фірлюк

Довжина птаха становить 15 см, з яких від 3,9 до 4,7 см припадає на хвіст. Довжина дзьоба становить 1,3—1,8 см. Виду не притаманний статевий диморфізм.
Тім'я і потилиця жовтувато-коричневі або сіро-коричневі, з помітною темно-коричневою смугою. Над очима вузька жовто-коричнева смуга. Горло і груди білуваті, груди світло-сіро-коричневі, живіт білуватий. Груди поцятковані великими, круглими або трикутними темно-коричневими плямами. Крила рудуваті, рульові пера темно-жовто-коричневі. Задній кіготь довший за палець. Дзьоб зверху темно-коричневий, знизу жовтувато-роговий. Лапи червонуваті або жовтувато-коричневі. Очі карі.

## Поширення і екологія
Індійські фірлюки поширені на сході і південному сході Індії та на Шрі-Ланці. Живуть на луках, кам'янистих рівнинах, порослих чагарником, на полях, на узліссях тропічних, субтропічних і бамбукових лісів на висоті до 1500 м над рівнем моря.

## Поведінка
Індійські фірлюки харчується насінням і безхребетними. На півдні Індії гніздиться з грудня по травень, на Шрі-Ланці з березня по серпень. У кладці 3—4 яйця. Яйця жовтуваті або сіруваті, поцятковані коричневими або сіруватими плямками.
На відміну від багатьох інших жайворонків, індійський фірлюк співає не в польоті, а сівши на стовп або на дріт. По закінченню пісні птах пікірує на землю.